# Hans Dedo von Milkau

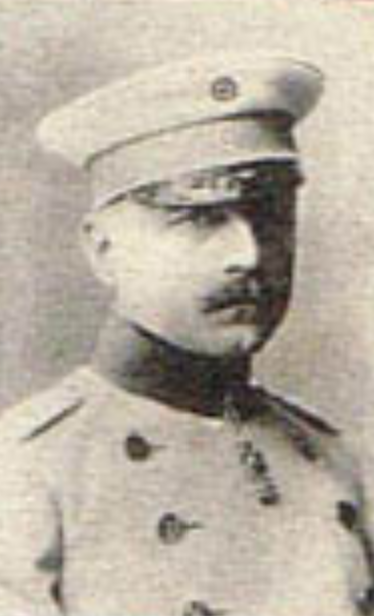
Hans Dedo von Milkau als Oberst und Regimentskommandeur, ca. 1904 bis 1909

Hans Dedo Freiherr von Milkau (* 12. Februar 1858 in Skassa bei Großenhain; † 24. Dezember 1913 in Dresden-Loschwitz) war ein sächsischer Generalmajor.

## Leben

Hans Dedo von Milkau und Offiziere seines Regiments, ca. 1908

Milkau entstammte einem meißnisch-osterländischen Adelsgeschlecht. Er trat 1874 als Kadett in die Sächsische Armee ein, wurde im April 1876 als charakterisierter Fähnrich dem 1. Husaren-Regiment Nr. 18 überwiesen und avancierte bis Oktober 1877 zum Sekondeleutnant. Ende Oktober 1883 stieg Milkau zum Premierleutnant auf und diente von 1885 bis 1888 als Regimentsadjutant. Am 20. Mai 1890 erfolgte unter Beförderung zum Rittmeister seine Ernennung zum Eskadronchef. Daran schloss am 28. Juni 1899 seine Kommandierung als Major und Adjutant der 3. Division Nr. 32 an. 1902 rückte Milkau in den Stab seines Stammregiments auf und wurde er ab dem 23. März 1904 zur Vertretung des abkommandierten Kommandeurs des 1. Ulanen-Regiments „Kaiser Franz Josef von Österreich, König von Ungarn“ Nr. 17 nach Oschatz kommandiert. Unter Beförderung zum Oberstleutnant erfolgte am 23. April 1904 seine Ernennung zum Kommandeur dieses Verbandes. Ende März 1907 rückte Milkau zum Oberst auf und erhielt im Mai 1908 das Offizierskreuz des Albrechts-Ordens sowie im Oktober 1908 die Erlaubnis zum Tragen des Komturkreuzes mit Stern des Franz-Joseph-Ordens. Nachdem er am 14. Juli 1909 zu den Offizieren von der Armee versetzt worden war, beauftragte man ihn am 20. Oktober 1909 mit der Führung der 2. Kavallerie-Brigade Nr. 24. In Genehmigung seines Abschiedsgesuches wurde Milkau am 24. September 1910 unter Verleihung des Charakters als Generalmajor und mit der Erlaubnis zum Tragen seiner Uniform zur Disposition gestellt.
Er wurde am 29. Februar 1904 zum Ehrenritter des Johanniterorden geschlagen.